# Leopoldo Curci
Leopoldo Curci (Palo del Colle, 24 luglio 1794 – Palo del Colle, 21 marzo 1879) è stato un medico e poeta italiano.

## Biografia

### L'infanzia e gli studi pre-universitari
Nato da Angelo e Rosa Vincenza Frasca, al momento non si dispone di notizie certe circa la sua infanzia se non che compì i primi studi nel paese natìo. Non appena maggiorenne si iscrisse alla Regia Università degli Studi di Napoli per conseguire la laurea in medicina (professione onorata ed esercitata da tempo in famiglia: il padre era dottore e lo zio paterno Raffaele Curci fu esponente di riguardo della Scuola medica salernitana).

### Il medico
Nel 1817 iniziò la collaborazione, come chirurgo degli oftalmici, nell'Ospedale della Pacella e come medico nel Real Albergo dei Poveri di Napoli. Nel 1819 venne nominato medico straordinario dell'Ospedale di Santa Maria di Loreto e chirurgo nell'Ospedale della Trinità. Per volere del Ministro dell'interno (Diego Naselli), fu dichiarato medico-chirurgo capo del Carcere Correzionale. Preoccupato dal nefasto e tragico diffondersi del Colera in Europa, Ferdinando II di Borbone incaricò il Primo ministro (Giuseppe Ceva Grimaldi Pisanelli di Pietracatella) di scegliere un medico da inviare in missione ricognitiva con lo scopo di studiare rimedi e azioni di profilassi atti a guarire o prevenire il propagarsi dell'epidemia nel Regno delle Due Sicilie. La scelta ricadde sul Curci che partì alla volta di Vienna, Berlino, San Pietroburgo, Londra e Parigi, pubblicando nel 1837 le esperienze maturate e acquisite durante questi viaggi nell'opera Nuove scoverte e mezzi curativi per guarirsi dal morbo colera che riscosse benigna e grata accoglienza nel mondo accademico dell'epoca.
Esplosa la pandemia nel Napoletano, il 9 aprile 1836 fu nominato medico e chirurgo superiore onorario di tutti gli ospedali della provincia di Bari. Concentrò i suoi sforzi maggiori a Bari e Palo del Colle (comune in cui stabilì la sua dimora, richiamato in seguito a Napoli a motivo del diffondersi del morbo nella capitale). In questo periodo compose altre due opere Norme igieniche e terapia per i fanciulli e le nutrici e Archivio di medicina pratica, alfabeticamente ordinato con la nomenclatura dei mali in latino, in francese, in italiano, e come sono conosciuti dai Greci rimaste manoscritte anche se e in parte pubblicate a stralci su riviste specializzate. Nel 1845 partecipò al VII Congresso degli Scienziati (inaugurato dal re nella città partenopea il 20 settembre) contribuendo ai lavori dell'assise con l'esposizione di due relazioni – di cui una intitolata Metodi curativi del Volvulo presentata il 29 settembre–. A Leopoldo Curci si deve, infine, l'invenzione di un'Acqua oftalmica – che per ordine dell'Accademia Medico-Chirurgica fu sperimentata nell'Ospedale degli Incurabili di Napoli – che toglie le varicosità della congiuntiva..

### L'artista poeta
Coltivò con passione e maestria interessi letterari dedicandosi alla poesia raccogliendo, anche in questo campo, meriti e riconoscimenti. L'Accademia dell'Arcadia lo elesse "Pastore" e fu socio dell'Accademia Tiberina. Nel 1824 vennero pubblicati a Napoli alcune sue opere inserite in una raccolta intitolata Fiori Poetici. Autore di composizioni apparse su riviste e giornali letterari del tempo, resta da verificare – e dunque storicamente da dimostrare – la considerazione di cui si onorava beneficiare da parte di Alessandro Manzoni, Alexandre Dumas padre, Adolphe Thiers e di Silvio Pellico (al quale dedicò, nel 1853, l'ode intitolata Al mio pensiero – apprezzata dal patriota come risulta dalla lettera inviatagli da Torino in data 5 gennaio 1853; in seguito allegata alla raccolta Poesie Ascetiche che il Curci pubblicò nel 1858. Libro che fu accolto e recensito in termini critici non sempre del tutto positivi –. Tra le opere non pervenuteci o non pubblicate, vanno annoverate un poema di 14 canti intitolato L'Inferno e un sonetto dedicato al Mosè di Michelangelo (che l'autore declamò nell'Archiginnasio della Sapienza di Roma, in presenza dei Canonici Lateranensi) e Il Cristoide – manoscritto forse redatto tra il 1831 e il 1846 – nella cui prefazione si firma con il nome di Filidauro Labitense..
Il Curci intrattenne rapporti di affettuosa amicizia con i poeti e scrittori palesi don Leonardo Pedone (sacerdote agostiniano suo precettore d'infanzia) e Michele della Mura oggetto – tutti e tre – di feroci critiche, riguardo alle rispettive opere, pubblicate sul periodico napoletano "Il Globo". Tale disavventura non incrinò affatto l'indole mite e poetica del nostro il quale continuò a scrivere almeno sino al 1863, anno in cui si ritirò a vita privata rinunciando a tutti gli onori. Nel 1875 da Napoli si trasferì definitivamente a Palo del Colle ove si spense, quattro anni dopo, alle ore antimeridiane nove e minuti trenta del 21 marzo 1879 in Via San Domenico al numero trentanove.

## Opere
- Fiori Poetici, Napoli, 1824[10]
- Nuove scoverte e mezzi curativi per guarirsi dal morbo colera
- Metodi curativi del Volvulo
- Norme igieniche e terapia per i fanciulli e le nutrici[11]
- Archivio di medicina pratica[11]
- L'Inferno[12]
- Il Cristoide[13]
- Poesie Ascetiche

### Altre fonti
- Atti della Settima Adunanza degli Scienziati Italiani – parte seconda –, Napoli, Fibreno, 1846
- Civiltà Cattolica, Anno X, vol.II – IV Serie –, Roma, Civiltà Cattolica, 1859
- Antonio Proce, Due medici palesi dell'Ottocento : Pietro Ruggiero e Leopoldo Curci (seconda parte), art. pubbl. sul nr. 8 – Anno XXXVII (ottobre 2008) – del mensile "Il Faro Palese"

| Controllo di autorità | VIAF (EN) 88732287 · BAV 495/182102 |